# Matthias Scheller

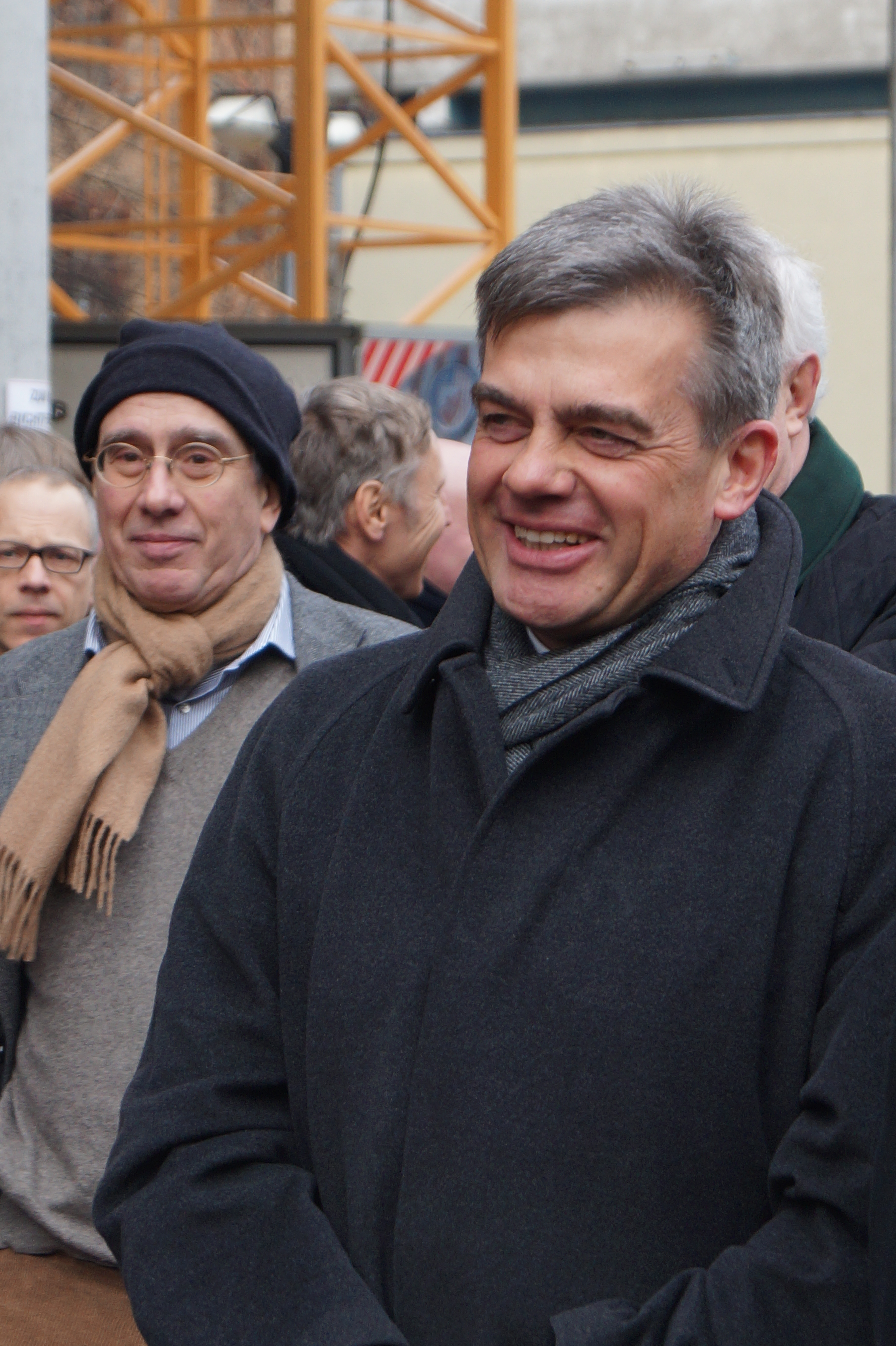
Matthias Scheller

Matthias Scheller (* 1964 in Berlin) ist ein deutscher Betriebswirtschaftler und Manager. Nach seinem Studium hatte er leitende Positionen bei AgrEvo und dem Pharmakonzern Schering vor allem im Bereich Controlling inne. 2007 wechselte er als Finanzchef zur Berliner Universitätsklinik Charité, wo er von 2008 bis 2015 Direktor des Klinikums und damit zugleich Vorstandsmitglied war. Seit September 2015 ist Scheller Vorstandsvorsitzender des Albertinen-Diakoniewerkes in Hamburg.